# Cláudio Roberto Souza
Cláudio Roberto Souza (Teresina, 14 ottobre 1973) è un ex velocista brasiliano.

## Palmarès
| Anno | Manifestazione  | Sede   | Evento      | Risultato        | Prestazione | Note             |
| ---- | --------------- | ------ | ----------- | ---------------- | ----------- | ---------------- |
| 2000 | Giochi olimpici | Sydney | 100 m piani | Quarti di finale | 10"47       |                  |
| 2000 | Giochi olimpici | Sydney | 4x100 m     | Argento          | 37"90       | Record nazionale |
| 2003 | Mondiali        | Parigi | 4x100 m     | Argento          | 38"26       |                  |

### Mondiali
- 1 medaglia:
  - 1 argento (Parigi 2003 nella staffetta 4×100 m)